# Acrodermatite
Acrodermatite é uma ocorrência na pele que atinge crianças dos 6 meses aos 12 anos de idade. Também pode ser chamada de Síndrome de Gianotti-Crosti ou acromatite papular.
A doença provoca bolhas vermelhas e roxas no corpo além de coceira, febre e fadiga.
A sua causa está relacionada com o vírus Epstein-Barr, além de outros vírus, como a parainfluenza, estarem relacionados em potencializar a doença.
Os sintomas clássicos da doença são manchas vermelhas em erupção, sendo que pode desenvolver essas manchas em qualquer parte do corpo, mas normalmente elas se desenvolvem em nádegas, coxas e braços da criança.